# Juan Carlos Olave
Juan Carlos Alejandro Olave (Córdoba, Argentina, 21 de febrero de 1976) es un exfutbolista argentino. Jugó como arquero y su último club fue Las Palmas (de esa ciudad, institución que lo formó futbolísticamente) del Torneo Federal B. Se lo conoce también simplemente como Juanca Olave.
Llegó a jugar más de 500 partidos como profesional, con una destacada trayectoria en numerosas instituciones del fútbol argentino, siendo un símbolo del club Belgrano de Córdoba y jugó hasta cumplir los cuarenta años.

## Trayectoria
A la edad de ocho años llegó al Club Atlético Las Palmas acompañado de su abuelo Federico Griguol, y comenzó su carrera de volante por derecha. Después de unos meses fue mutando a lateral por izquierda hasta que un día, por sugerencia de quien lo acompañó en aquellos tiempos, fue al arco, y nunca más lo dejó.
A los 19 años, donde era suplente, fue a prueba a Estudiantes y a Gimnasia y Esgrima, ambos de la ciudad de La Plata. Después de una semana de prueba en el primero, recibió un llamado informándole que lo pretendían de Belgrano, tomando la decisión de incorporarse a este último.
Estuvo un año en Instituto, durante la temporada 97/98, donde sólo fue al banco en dos partidos. Luego estuvo 6 meses sin club, para incorporarse al Bolívar de Bolivia para jugar la Copa Libertadores, siendo el tercer arquero del equipo detrás del camerunés N'kono y Darío Rojas, arquero de la selección boliviana. Luego de que el primero se apartara del club, quedó como arquero suplente, debutando en dicha copa en la victoria 1-0 sobre Peñarol, en Rivera, Uruguay, jugando los últimos 15 minutos por la lesión del titular. Ganó la titularidad hasta la eliminación de la copa en cuartos de final. Al partido siguiente el entrenador lo sacó del equipo, ocasionando una pelea entre ambos y fue excluido del equipo, decidiendo volverse a la Argentina.
Estuvo cerca de fichar por Argentinos Juniors, pero perdió el vuelo y en ese ínterin contrataron a otro arquero, quedando sin club nuevamente. Por tal motivo, decidió regresar a Las Palmas en la Liga Cordobesa. En es este momento cuando consideró dejar la profesión.
Debutó en Belgrano en la victoria 1-3 frente a Boca como visitante en el año 2001.
El 26 de junio de 2011, en el estadio Monumental y ante 65.000 personas, cobró mucha notoriedad por haberle atajado un penal decisivo al delantero Mariano Pavone, que pudo haber cambiado la historia y terminó por condenar al descenso a River Plate a la B Nacional.
Es considerado por mucha gente como el máximo ídolo del Club Atlético Belgrano.
Antes de retirarse, fue despedido ante 50.000 personas que corearon su apellido a una sola voz.

## Estadísticas

### Como jugador

#### Clubes
- Actualizado al último partido jugado el 24 de septiembre de 2017

| Club | Div.                | Temporada           | Liga(1) | Liga(1) | Liga(1) | Copas nacionales(2) | Copas nacionales(2) | Copas nacionales(2) | Copas internacionales(3) | Copas internacionales(3) | Copas internacionales(3) | Total | Total | Total |
| Club | Div.                | Temporada           | PJ      | GR      | VI      | PJ                  | GR                  | VI                  | PJ                       | GR                       | VI                       | PJ    | GR    | VI    |
| --- | ------------------- | ------------------- | ------- | ------- | ------- | ------------------- | ------------------- | ------------------- | ------------------------ | ------------------------ | ------------------------ | ----- | ----- | ----- |
| Bolivar · Bolivia | 1.ª                 | 1998                | 8       | ?       | ?       | —                   | —                   | —                   | 3                        | -6                       | 1                        | 11    | -6+   | 1+    |
| Bolivar · Bolivia | Total club          | Total club          | 8       | ?       | ?       | 0                   | 0                   | 0                   | 3                        | -6                       | 1                        | 11    | -6+   | 1+    |
| Belgrano Argentina |                     |                     |         |         |         |                     |                     |                     |                          |                          |                          |       |       |       |
| 1.ª | 2001-02             | 37                  | -40     | 13      | —       | —                   | —                   | —                   | —                        | —                        | 37                       | -40   | 13    |       |
| 2.ª | 2007-08             | 39                  | -41     | 11      | —       | —                   | —                   | —                   | —                        | —                        | 39                       | -41   | 11    |       |
| 2.ª | 2008-09             | 39                  | -31     | 19      | —       | —                   | —                   | —                   | —                        | —                        | 39                       | -31   | 19    |       |
| 2.ª | 2009-10             | 34                  | -32     | 12      | —       | —                   | —                   | —                   | —                        | —                        | 34                       | -32   | 12    |       |
| 2.ª | 2010-11             | 38                  | -37     | 14      | —       | —                   | —                   | —                   | —                        | —                        | 38                       | -37   | 14    |       |
| 1.ª | 2011-12             | 37                  | -35     | 16      | —       | —                   | —                   | —                   | —                        | —                        | 37                       | -35   | 16    |       |
| 1.ª | 2012-13             | 36                  | -26     | 16      | 1       | -1                  | 0                   | —                   | —                        | —                        | 37                       | -27   | 16    |       |
| 1.ª | 2013-14             | 31                  | -36     | 9       | —       | —                   | —                   | 2                   | -2                       | 1                        | 33                       | -38   | 10    |       |
| 1.ª | 2014                | 16                  | -18     | 7       | 1       | -2                  | 0                   | —                   | —                        | —                        | 17                       | -20   | 7     |       |
| 1.ª | 2015                | 32                  | -27     | 12      | 1       | 0                   | 1                   | —                   | —                        | —                        | 33                       | -27   | 13    |       |
| 1.ª | 2016                | 16                  | -24     | 5       | —       | —                   | —                   | —                   | —                        | —                        | 16                       | -24   | 5     |       |
| 1.ª | 2016-17             | 13                  | -14     | 5       | 5       | -4                  | 2                   | 4                   | -4                       | 1                        | 22                       | -22   | 8     |       |
| Total club | Total club          | 368                 | -361    | 139     | 8       | -7                  | 3                   | 6                   | -6                       | 2                        | 382                      | -374  | 144   |       |
| Gimnasia (LP) Argentina |                     |                     |         |         |         |                     |                     |                     |                          |                          |                          |       |       |       |
| 1.ª | 2002-03             | 36                  | -41     | 11      | —       | —                   | —                   | 10                  | -12                      | 4                        | 46                       | -53   | 15    |       |
| 1.ª | 2003-04             | 37                  | -47     | 11      | —       | —                   | —                   | —                   | —                        | —                        | 37                       | -47   | 11    |       |
| 1.ª | 2006-07             | 12                  | -26     | 2       | —       | —                   | —                   | 5                   | -7                       | 2                        | 17                       | -33   | 4     |       |
| Total club | Total club          | 85                  | -114    | 24      | 0       | 0                   | 0                   | 15                  | -19                      | 6                        | 100                      | -133  | 30    |       |
| Real Murcia · España |                     |                     |         |         |         |                     |                     |                     |                          |                          |                          |       |       |       |
| 2.ª | 2004-05             | 12                  | -23     | 2       | 1       | -4                  | 0                   | —                   | —                        | —                        | 13                       | -27   | 2     |       |
| 2.ª | 2005-06             | —                   | —       | —       | 2       | 0                   | 2                   | —                   | —                        | —                        | 2                        | 0     | 2     |       |
| Total club | Total club          | 12                  | -23     | 2       | 3       | -4                  | 2                   | 0                   | 0                        | 0                        | 15                       | -27   | 4     |       |
| River Plate Argentina |                     |                     |         |         |         |                     |                     |                     |                          |                          |                          |       |       |       |
| 1.ª | 2005-06             | —                   | —       | —       | —       | —                   | —                   | —                   | —                        | —                        | 0                        | 0     | 0     |       |
| Total club | Total club          | 0                   | 0       | 0       | 0       | 0                   | 0                   | 0                   | 0                        | 0                        | 0                        | 0     | 0     |       |
| Las Palmas Argentina |                     |                     |         |         |         |                     |                     |                     |                          |                          |                          |       |       |       |
| 4.ª | 2017                | 1                   | 0       | 1       | —       | —                   | —                   | —                   | —                        | —                        | 1                        | 0     | 1     |       |
| Total club | Total club          | 1                   | 0       | 1       | 0       | 0                   | 0                   | 0                   | 0                        | 0                        | 1                        | 0     | 1     |       |
| Total en su carrera | Total en su carrera | Total en su carrera | 474     | -498+   | 166+    | 11                  | -11                 | 5                   | 24                       | -31                      | 9                        | 509   | -540+ | 180+  |
| (1)Incluye datos de la Promoción, Liguilla Pre-Libertadores y Liguilla Pre-Sudamericana. (2)Incluye datos de la Copa del Rey y Copa Argentina. (3)Incluye datos de la Copa Libertadores y Copa Sudamericana. |                     |                     |         |         |         |                     |                     |                     |                          |                          |                          |       |       |       |

### Como entrenador
| Equipo               | Torneo               | Temporada            | Estadísticas | Estadísticas | Estadísticas | Estadísticas | Estadísticas | Estadísticas | Estadísticas | Estadísticas | % Efect. |
| Equipo               | Torneo               | Temporada            | PD           | G            | E            | P            | GF           | GC           | DG           | Puntos       | % Efect. |
| -------------------- | -------------------- | -------------------- | ------------ | ------------ | ------------ | ------------ | ------------ | ------------ | ------------ | ------------ | -------- |
| Racing (C) Argentina | Primera Nacional     | 2024                 | 19           | 8            | 4            | 7            | 17           | 14           | +3           | 28/57        | 49.13%   |
| Racing (C) Argentina | Total                | Total                | 19           | 8            | 4            | 7            | 17           | 14           | +3           | 28/57        | 49.13%   |
| Total en sus equipos | Total en sus equipos | Total en sus equipos | 19           | 8            | 4            | 7            | 17           | 14           | +3           | 28/57        | 49.13%   |

## Palmarés

### Como jugador
| Torneo            | Club     | Sede         | Año  |
| ----------------- | -------- | ------------ | ---- |
| Promoción Ascenso | Belgrano | Buenos Aires | 2011 |

### Distinciones individuales
| Distinción                   | Año  |
| ---------------------------- | ---- |
| Premio Ubaldo Matildo Fillol | 2013 |

## Vida personal
Es primo del fallecido cantante de cuarteto Rodrigo Bueno y tras su muerte siempre llevó estampada su cara en la camiseta hasta el año 2015.
Desde hace muchos años, la familia del arquero se dedica a la venta de diarios e incluso en la actualidad sus hermanos poseen un kiosco que vende diarios y revistas en Córdoba Capital.
Es hincha y dirigente del Club Atlético Las Palmas, de la ciudad de Córdoba.